# Maria Rita Viaggi
Maria Rita Viaggi (Grosseto, 12 novembre 1954 – Grosseto, 3 luglio 2024) è stata un'annunciatrice televisiva e cantautrice italiana, attiva per la Rai dal 1979 al 2003.

## Biografia
Studiò giurisprudenza – lasciando però l'università poco prima della tesi – nonché danza classica, recitazione e dizione. Da autodidatta imparò a suonare la chitarra e il pianoforte. Intraprese la carriera nel mondo dello spettacolo ottenendo piccole parti come attrice trasferendosi da Grosseto, sua città natale, a Roma dove fu annunciatrice televisiva presso l'emittente televisiva locale romana GBR. Continuò tale attività in Rai (sempre dagli studi di Roma), come annunciatrice supplente negli anni Ottanta, sostituendo quelle che poi divennero le sue colleghe, le annunciatrici assenti per malattia o per maternità, fino al 1988, anno della sua definitiva assunzione. Oltre agli annunci, condusse il meteo del TG1 fino al 21 settembre 2003, quando le storiche signorine buonasera vennero sostituite da sei nuove ragazze, due per ogni rete. Incise tre CD a sfondo religioso. Fu anche esperta di teologia e di storia delle religioni.
L'8 dicembre 2002 apparve su Rai 1 per aprire con una sua canzone (La pupilla di Dio) la diretta del tradizionale omaggio di papa Giovanni Paolo II alla statua della Madonna Immacolata di Piazza di Spagna, a Roma. Il 21 e 22 dicembre dello stesso anno condusse a Villa Borghese due serate di gala dal titolo Natale di Stelle 2002 e Kristianamente musica. Sempre il 22 dicembre fu ospite per l'intera giornata del Canale Alice nel programma condotto dall'ex collega Rosanna Vaudetti, dove presentò Il decalogo sublimato del cibo cristiano e la canzone Non uccidere l'Agnello di Dio. Il 3 gennaio 2004 prese parte con altre sue ex colleghe al Gran Galà per i 50 anni della tv italiana condotto da Pippo Baudo. Fu annunciatrice nelle previsioni meteo regionali dei telegiornali Rai regionali. 
Morì improvvisamente il 3 luglio 2024 nella sua casa di Grosseto a seguito di un malore all'età di 69 anni.

## Discografia
- 1994 - Viaggi per pregare (Edizioni Paoline)
- 1998 - Padre Pio. Una voce per il terzo millennio (Edizioni Paoline)
- 2003 - Propheta (Edizioni Paoline)